# تکتوپونتا
تکتوپونتا (به اسپانیایی: Tuctopunta) یک کوه در پرو است که در Olleros District واقع شده‌است. تکتوپونتا ۵٬۳۴۳ متر بالاتر از سطح دریا واقع شده‌است.